# Viljo Revell
Viljo Gabriel Revell (* 25. Januar 1910 in Vaasa; † 8. November 1964 in Helsinki) war als finnischer Architekt Vertreter des Funktionalismus. International bekannt wurde Revell durch seinen Entwurf zum Neuen Rathaus von Toronto. Er gehörte zu den führenden finnischen Architekten des 20. Jahrhunderts. 
Reval legte seine Oberschulreife im Vaasan Lyseo 1928 ab. 1936 assistierte er Alvar Aalto beim Bau des Finnischen Pavillons für die Weltausstellung in Paris. Sein Architekturstudium schloss er 1937 an der Technischen Universität Helsinki ab. Er heiratete 1941 Maire Myntti, mit der er drei Töchter hatte. Während des Zweiten Weltkrieges im September 1941 überlebte er als Leutnant auf dem Küstenpanzerschiff Ilmarinen eine Minenexplosion, die zum Untergang des Schiffes führte.

## Bedeutende Bauwerke

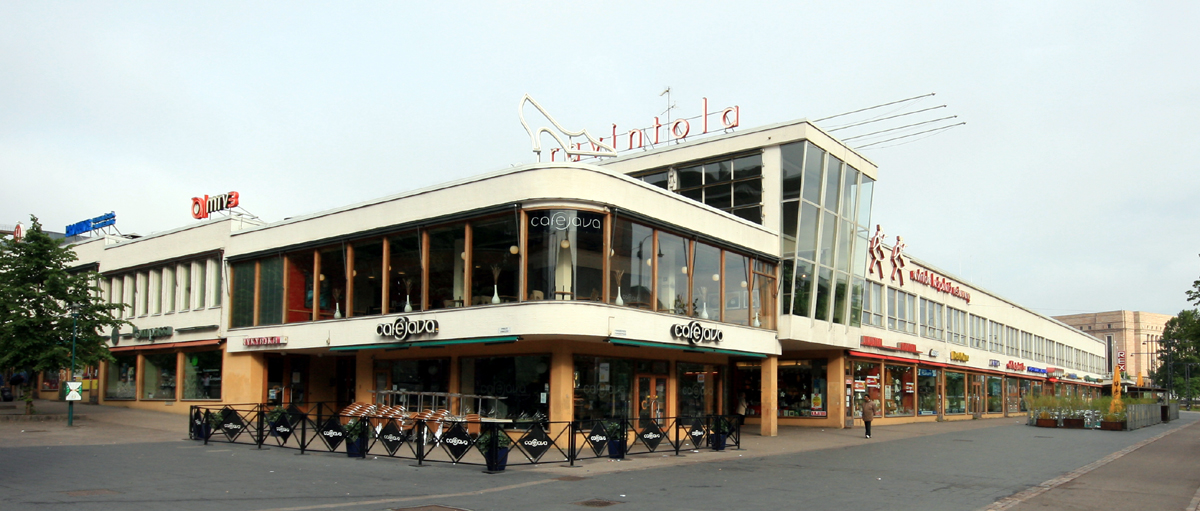
Lasipalatsi

- 1935 Lasipalatsi („Glaspalast“) in Helsinki mit Alvar Aalto, Niilo Kokko, Olavi Laisaari und Heimo Riihimäki[1]
- 1948 Hotel Palace, Helsinki
- 1953 Hochhausblock in Tapiola, Espoo
- 1953/1954–1956, 1960 Kudeneule, Maschenwarenfabrik, Hanko[2]
- 1958/59 Villa Didrichsen (Kunstmuseum Didrichsen) auf der Insel Kuusisaari, Helsinki.[3] Anbau eines Flügels 1965[4]
- 1959 Sauna Johnson, Wisconsin
- 1960 City-Center (Makkaratalo), Bürogebäude, Helsinki, mit Heikki Castrén
- 1962 Bürokomplex in Vaasa, heute als Rewell Center bezeichnet[5]
- 1962 Wasserturm von Tapiola, Espoo
- 1958–1963 City Hall, Toronto